# Федорин, Иван Ильич
Иван Ильич Федорин (1922—1991) — полковник Советской Армии, участник Великой Отечественной войны, Герой Советского Союза (1944).

## Биография
Иван Федорин родился 3 июня 1922 года в селе Горлово (ныне — Скопинский район Рязанской области). После окончания 10 классов средней школы работал трактористом. В мае 1941 года Федорин был призван на службу в Рабоче-Крестьянскую Красную Армию. В июле 1942 года окончил 1-е Ростовское артиллерийское училище ПТА. С августа того же года на фронтах Великой Отечественной войны. В боях три раза был ранен.
К сентябрю 1943 года гвардии старший лейтенант Иван Федорин командовал батареей 109-го гвардейского отдельного истребительно-противотанкового дивизиона 110-й гвардейской стрелковой дивизии 37-й армии Степного фронта. Отличился во время битвы за Днепр. В ночь с 28 на 29 сентября 1943 года батарея Федорина переправилась через Днепр в районе села Куцеволовка Онуфриевского района Кировоградской области Украинской ССР и принял активное участие в боях за захват и удержание плацдарма на его западном берегу. Во время отражения одной из немецких контратак Федорин вместе со своими товарищами уничтожили 2 бронемашины и более роты солдат и офицеров противника.
Указом Президиума Верховного Совета СССР от 22 февраля 1944 года за «образцовое выполнение боевых заданий командования на фронте борьбы с немецкими захватчиками и проявленные при этом мужество и героизм» гвардии старший лейтенант Иван Федорин был удостоен высокого звания Героя Советского Союза с вручением ордена Ленина и медали «Золотая Звезда» за номером 2490.
Участвовал в Параде Победы. Принимал участие в боях советско-японской войны. В 1948 году Федорин окончил Высшую офицерскую артиллерийскую школу. В 1969 году в звании полковника он был уволен в запас. Проживал и работал в Луганске. Скончался 17 апреля 1991 года.

## Награды
Был также награждён орденами Красного Знамени, Отечественной войны 1-й и 2-й степеней, двумя орденами Красной Звезды, рядом медалей.